# Gustav Nachtigal
Gustav Nachtigal (Eichstädt, 1834. február 23. – Pálma-foknál a tengeren, 1885. április 19/20.) német Afrika-utazó. Beutazta a Szahara keleti részét, emellett nagyban hozzájárult Kamerun és Togo német gyarmattá válásához.

## Élete
Orvosi tanulmányait a hallei, würzburgi és greifswaldi egyetemen végezte. A porosz hadseregben szolgált mint katonai sebészorvos, de egészségi problémái miatt 1862-ben leszerelt, és a meleg éghajlatú Észak-Afrikában telepedett le. Egy ideig a tuniszi bég orvosa volt, kitűnően megtanult arabul, s megismerte az iszlám gondolkodás sajátosságait. Önmaga által választott arab neve Idrisz volt.
Egészsége megerősödött, s már éppen hazatérni készült 1868 végén, amikor I. Vilmos porosz király megbízta egy szaharai expedíció vezetésével. Az út célja Bornu fővárosa, a Csád-tó nyugati partjainak közelében fekvő Kukawa városa volt (ma Északkelet-Nigéria), ahol az expedíciónak a porosz állam ajándékait kellett átnyújtania Bornu sejkjének, I. Umarnak. Nachtigal elfogadta a felkérést, s tíztagú csapatával 1869. február 19-én indult el Tripoliból. Útjuk a fezzáni fővároson, Murzúkon át Tibesztibe vezetett, ahol fogságba kerültek, s csak 1870. április 18-án folytathatták útjukat, egy Murzúkból Kukawába tartó tevekaravánhoz csatlakozva. Végül sikeresen meg is érkeztek a bornui fővárosba, ahonnan – az ajándékok átadását követően – Nachtigal több kisebb felfedezőutat tett Bornu különböző részeibe, valamint Kanem és Bagirmi régiókba. Csaknem három esztendő elteltével, 1873. március 1-jén hagyták el Kukawát, végül a szudáni Vadai, Dárfúr és Kordofán régiók érintésével 1874 novemberében érkeztek meg Kairóba. Nachtigal ezt követően hazatért, és úti élményeit rendezte kiadás alá, amelynek első két kötete 1879-ben, illetve 1881-ben jelent meg (Sahara und Sudan: Ergebnisse sechsjährigen Reisen in Afrika).
1882-ben – röviddel azután, hogy Franciaország annektálta Tunéziát – Nachtigalt tuniszi német konzullá nevezték ki. 1884-ben Bismarck kancellár birodalmi megbízottként Nyugat-Afrikába küldte. Az út hivatalos célja a kereskedelmi lehetőségek feltérképezése volt, valójában Nachtigalnak a briteket megelőzve kellett előkészítenie Kamerun és Togo német gyarmattá válását. Nachtigal a briteket alig öt nappal megelőzve ért Togóba, és III. Mlapa törzsfőnökkel folytatott tárgyalása után, 1884. július 4-én német protektorátussá nyilvánította Togoföldet (Togoland). Ezt követően Kamerunba utazott, és a dualákkal egyeztetve július 14-én Kamerun is német protektorátussá lett. Nachtigal missziója sikeres teljesítését követően, az Európába vezető hajóúton, gümőkórban halt meg a libériai Pálma-fok közelében. Az elefántcsontparti Grand-Bassam városkájában temették el.
Korábbi szaharai úti beszámolójának harmadik kötete csak halála után, 1889-ben jelent meg.

## Magyarul megjelent művei
- Szahara és Szudán; ford. Halász Gyula; Franklin, Bp., 1928 (Világjárók. Utazások és kalandok)